# SPRR1A
SPRR1A‏ (Small proline rich protein 1A) هوَ بروتين يُشَفر بواسطة جين SPRR1A في الإنسان.